# Cultura Apishapa
La cultura Apishapa, o fase Apishapa, una cultura prehistòrica del 1000-1400, que va rebre el seu nom del jaciment arqueològic al canyó Lower Apishapa a Colorado. El riu Apishapa, un tributari del riu Arkansas, formava el canyó Apishapa. En 1976 hi havia 68 jaciments Apishapa a l'Altiplà Chaquaqua al sud-est de Colorado.

## Origen
La cultura Apishapa, trobada principalment a la conca del riu Arkansas del sud-est de Colorado, podria haver evolucionat a partir de la cultura Panhandle o d'amerindis de Colorado de la cultura del període Silvícola.

## Cultura
Els jaciments Apishapa, trobats a Colorado i Nou Mèxic, representava una tradició de caçadors-recol·lectors que a vegades conreaven lleguminoses i cinc tipus de blat de moro. També recollien plantes silvestres i caçaven bisons, antílops, cérvols, conills i altres animals amb arc i fletxa, atlatl, llança i dard. A Picture Canyon, conegut pel seu art rupestre, els Apishapa vivien al canyó, tot conreant a la terra disponible. S'hi ha trobat línies horitzontals d'escriptura semblants a 50 llocs d'Oklahoma i el sud-est de Colorado, que ha estat traduït a incloure informació solar, sobre la sembra i sobre viatges.
Identificat per l'arqueòleg Robert G. Campbell el 1975, es pensava que la cultura Apishapa de l'Altiplà Chaquaqua al sud-est de Colorado per ser una conseqüència de Graneros del Panhandle de Texas. Altres arqueòlegs destacats, tanmateix, disputen la connexió entre eApishapa i la cultura Panhandle, una cultura prehistòrica de les Grans Planes del Sud durant el Període Ceramica mitjà de 1200-1400. La cultura Apishapa, encara que similar, ja no es considera part de la cultura Panhandle. També és similar, a excepció de l'arquitectura, a la cultura de la conca de l'alt riu Republican.

## Habitatges
Els habitants de la fase Apishapa vivien en abrics rocosos, estructures de pedra d'una o diverses habitacions o en campaments, generalment en àrees protegides prop de l'aigua corrent i el fons del canyó, i situats en punts protegits o en meses aïllades.

### Edificis de lloses de pedra
Generalment els habitatsges de lloses de pedra eren d'una sola habitació rodona o ovalada, tanmateix també hi ha grups de blocs d'habitacions en 37 habitacions.
James Gunnerson, un arqueòleg de la Universitat de Nebraska, dugué a terme estudis sobre dos llocs notables Apishapa, Snake Blakeslee i Cramer en 1985 i 1986, datades entre 1250 i 1350. El jaciment de Cramer (Jaciment ID 5PE484) a la desembocadura del Canyó Apishapa va mostrar evidències d'estructures fetes de lloses de pedra, els murs al voltant d'un metre de gruix, construïda en una depressió de 30 a 51 cms de profunditat. L'habitatge més gran tenia de 7 a 7,6 metres de diàmetres. La hipòtesi és que quatre llocs en el centre de les habitacions admeten un sostre i la paret exterior s'omplia amb matolls i herbes i es cobria amb argila humida. El jaciment de Snake Blakeslee (Jaciment ID 5LA1247), situat a unes 5 milles del jaciment de Cramer al canyó Apishapa, consta almenys d'11 habitacions en 2 blocs. Altres jaciments Apishapa inclou el jaciment Sorenson al llarg del riu Purgatoire amb edificis de lloses de pedra de 3-25 habitacions i el jaciment Avery Ranch (jaciment ID 5PE56) situat a Turkey Canyon a la instal·lació militar de Fort Carson a Colorado. El jaciment Avery Ranch fou habitat durant dos períodes, entre 1020-1040 i novament entre 1200-1290.

### Campaments
S'ha trobat campaments Apishapa a Carrizo Ranches, al nord de Pueblo al jaciment Wallace i al límit septentrional de Fort Carson a Colorado. A Nou Mèxic es va trobar un campament a Steamboat Island Fort.

### Abrics rocosos
Els pobles de la cultura Apishapa també han fet llurs llars als abrics rocosos com els de Pyeatt, Trinchera Cave, Medina, i alt Plum Canyon. A Franktown Cave també hi ha restes de terrissa com la d'Apishapa.

## Béns materials
Feien ceràmica de cordes i utilitzaven osques de costat més petites i puntes de projectil triangulars més que les altres tribus de les Grans Planes. A diferència d'altres pobles de les planures no usaven eines fetes d'ossos de bisó. Els artefactes d'aquesta fase inclouen una àmplia gamma d'eines, terrissa i cistelles folrades de cordes.
A més de les punxes lítiques s'hi ha trobat altres eines de pedra als jaciments Apishapa com ganivets, raspadors, burins, destrals i trepants.Manos i metates d'utilitzaven per a la preparació d'aliments. També es van trobar artefactes d'os com alenes, i estores de teixides iuca i pell de conill i estores teixides.

## Interacció amb altres pobles indígenes
Sembla que els Apishapa construïen llurs viles, a vegades anomenades "forts," en posicions fàcilment defensables. Un conjunt de jaciments es troba al llarg d'una àrea d'11.000 kilòmetres al llarg d'un canyó, semblant el que podria ser senyals transmesa des d'una ubicació a una altra. Podien haver tingut necessitat de defensar els seus magatzems d'aliments a causa de l'explosió demogràfica i canvi de condicions climàtiques.
Sobre la base de la presència de negre distintiu en ceràmica blanca, també podrien haver comerciat amb els antics pueblo o Anasazi. Hi ha altres evidències de comerç jaspi de Medicine Creek a Nebraska, dolomita alibates del Texas Panhandle, cloïsses d'olivella de l'oceà Pacífic, obsidiana i altres formes de ceràmica.

## Resultat
El nombre d'assentaments Apishapa van baixar cap al 1300 i ja no hi ha cap evidència d'assentaments Apishapa després del 1400 a l'Altiplà Chaquaqua. El que va seguir va ser l'evidència de viles tipi en la presència d'anells de terra d'uns 3,7 metres de diàmetre, envoltats per roques espaiades. S'hi ha trobat artefactes arqueològics com metates, manos, raspadors, burins, puntes de projectil i flocs d'alibate.